# Список умерших в 1303 году
В этой статье представлен список известных людей, умерших в 1303 году.

## Февраль
- 25 февраля — Борис Андреевич — князь костромской (ок. 1299—1303)

## Март
- 4 марта — Феодора Дукина Ватаца — императрица-консорт Никейской империи (1259—1261), императрица-консорт Византийской империи (1261—1282), жена Михаила VIII Палеолога.
- 5 марта — Даниил Александрович — первый удельный князь Московский (c 1263, фактически с 1276); родоначальник московской линии Рюриковичей: московских князей и царей, святой православной церкви.
- Оттон IV Бургундский — пфальцграф Бургундии (1279—1303)

## Апрель
- 13 апреля — Эбервин фон Кронберг[нем.] — епископ Вормса (1299—1303)

## Май
- 19 мая — Иво Бретонский (49) — святой Римско-Католической Церкви, терциарий монашеского ордена францисканцев, покровитель Бретани (наряду со святым Гервеем), бедных, вдов и сирот.

## Июль
- 8 июля — Прокопий Устюжский — блаженный (юродивый во Христе) чудотворец, причисленный к лику святых Русской Православной Церкви.
- 12 июля — Мангольд фон Нойенбург[нем.] — епископ Бамберга (1285—1286), епископ Вюрцбурга (1287—1303)
- 14 июля — Генрих II де Люксембург-Линьи — сеньор де Линьи (1288—1303), погиб в бою
- 30 июля — Томмазо Андреи[итал.] — епископ Пистои (1284—1393).
- Аль-Адиль Китбуга, мамлюкский султан Египта (1294—1296) монгольского происхождения.

## Август
- 8 августа — Энрике Сенатор Кастильский (73) — кастильский инфант, сын Фернандо III.
- 14 августа
  - Леопольд I фон Грюндлах[нем.] — епископ Бамберга (1296—1303)
  - Папиниано делла Ровере[итал.] — епископ Новары (1296—1300), епископ Пармы (1300—1303)
- 22 августа — Ростинг де ла Капре[фр.] — архиепископ Арля (1286—1303)
- 25 августа — Нинсё (86) — глава японской буддийской школы Риссю в Японии периода Камакура.

## Сентябрь
- 7 сентября — Грегори Бискей[англ.] — архиепископ Эстергома (1298—1303)
- 12 сентября — Обиццо Санвитале[итал.] — епископ Пармы (1257—1295), архиепископ Равенны (1295—1303)
- Ибн аль-Малик аль-Марракуши[англ.] — марокканский историк

## Октябрь
- 11 октября — Бонифаций VIII — папа римский (1294—1303).
- 27 октября — Беатриса Кастильская — королева-консорт Португалии (1253—1259), жена Афонсу III.

## Ноябрь
- 1 ноября — Гуго XIII де Лузиньян (44) — граф Ангулема, граф де Ла Марш (1270—1303).
- 21 ноября — Филиппо де Касалолдо[итал.] — епископ Мантуи (1272—1303)
- 25 ноября — Беатриса Орнасьё[итал.] — святая римско-католической церкви.

## Декабрь
- 9 декабря — Ричард Грэвесенд[англ.] — епископ Лондона (1280—1303)
- 18 декабря — Филиппо деи Бонакольси[итал.] — епископ Тренто (1289—1303), епископ Мантуи (1303).
- 31 декабря — Ферри III, герцог Лотарингии (с 1251).

## Дата неизвестна или требует уточнения
- Абу Сайд Утман I — Абдальвадидский султан Алжира (1283—1303)
- Аймон де Чалант[фр.] — епископ Аосты (1272—1273).
- Гейсбрехт IV ван Амстел, голландский аристократ, организатор заговора против графа Голландии Флориса V.
- Генрих Помезанский[нем.] — епископ Помезании (1286—1303)
- Герлах I[англ.] — первый граф Изенбург-Арнфелс (1286—1303)
- Ги де Лузиньян — коннетабль Кипра (1291—1303), казнён как мятежник
- Елизавета Сицилийская — королева-консорт Венгрии (1272—1290), жена Ласло IV Куна
- Иван Асень III — царь Болгарии (1279—1280).
- Конрад фон Хаттштейн, магистр Ливонского ордена (1288—1290).
- Константин I Дука — правитель Фессалии (1289—1303).
- Уильям Максфилд, кардинал-священник с титулом церкви Санта-Сабина (1303).
- Малькольм II[англ.] — мормэр Леннокса (1250—1303).
- Роджер Марстон, английский францисканский философ-схоласт и богослов.
- Марко II Санудо — герцог Архипелага (1262—1303)
- Оттон VI «Короткий» — маркграф Бранденбург-Зальцведельский (1267—1286)
- Рани Падмини — индийская принцесса, королева-консорт Мевара, жена Равана Ратала Сингха, главная героиня эпоса Падмават.
- Стефан де Пенчестер[англ.] — лорд-хранитель Пяти портов (1267—1299)